# Hollola
Hollola – miasto w Finlandii w prowincji Finlandia Południowa. Około 20 350 mieszkańców.